# 1942
Het jaar 1942 is een jaartal volgens de christelijke jaartelling.

## Gebeurtenissen
januari
- 1 - In Washington ondertekenen de vertegenwoordigers van 26 landen (waaronder Nederland en België) die in oorlog zijn met de Asmogendheden de beginselen van het Atlantisch Handvest.
- 1 - Het Nederlandse handbal, sinds 1926 opererend onder de vleugels van het Koninklijk Nederlands Gymnastiek Verbond, komt op eigen benen te staan met de oprichting van het Nederlands Handbal Verbond.
- 2 - Japanse legereenheden trekken de Filipijnse hoofdstad Manilla binnen.
- 3 - Oprichting van het ABDA-commando in de Grote Oceaan: een samenvoeging van de Amerikaanse, Britse, Nederlandse en Australische strijdkrachten in Oost-Azië komen onder bevel van generaal Archibald Wavell.
- 5 - Twee krijgsgevangenen, Airey Neave en Tony Luteijn (beide officieren), ontsnappen uit het Duitse concentratiekamp Colditz. Na een reis van vier dagen bereiken ze veilig de Zwitserse grens.
- 10 - De Nederlandse onderzeeër O 19 brengt ten westen van Malakka twee Japanse vrachtschepen tot zinken.
- 11 - Japan verklaart de oorlog aan Nederlands-Indië. Japanse legereenheden landen op Borneo bij het oliecentrum Tarakan en op Celebes bij Menado.
- 18 - Op het Scheveningse strand wordt Herman Bernard Wiardi Beckman gearresteerd bij een poging om naar Engeland te ontkomen.
- 18 - Het koopvaardijschip Van Imhoff wordt door een Japans gevechtsvliegtuig tot zinken gebracht. De bewaking en bemanningsleden worden gered, maar meer dan 400 Duitse geïnterneerde burgers verdrinken.
- 20 - In Berlijn wordt de Wannseeconferentie gehouden. Hooggeplaatste nazi's vergaderen over de Endlösung der Judenfrage (de 'definitieve oplossing van het Jodenvraagstuk'). Besloten wordt de Joden te vermoorden; een aantal van hen willen ze eerst nog als dwangarbeider inzetten.
- 21 - Duitse eenheden van het Afrikakorps onder bevel van generaal Erwin Rommel beginnen een tweede offensief in Cyrenaica (huidige Libië). Britse troepen van het 8e Leger moeten zich terugtrekken.
- 22 - In Friesland wordt voor de achtste keer de Elfstedentocht verreden. Sietze de Groot wint bij de mannen en Antje Schaap komt als eerste vrouw over de finish.
- 27 - In Winterswijk wordt een temperatuur gemeten van −27,4 °C. Dit is tot op heden voor Nederland een absoluut kouderecord.[1]

februari
- 1 - De Noorse nationaal-socialist Vidkun Quisling wordt minister-president van Noorwegen.
- 8 - Slag om Singapore: Japanese legereenheden (ongeveer 23.000 soldaten) landen op de westkust van Singapore, nadat zij het eiland Ubin aan de oostelijke ingang van de Straat van Johore zonder slag of stoot hebben verovert.
- 11 - Operatie Cerberus: Een Kriegsmarine eskader onder bevel van admiraal Otto Ciliax, bestaande uit de Duitse slagschepen Gneisenau en Scharnhorst, de zware kruiser Prinz Eugen en escorterende schepen passeren een blokkade van de Royal Navy in Het Kanaal. De schepen weten twee dagen later veilig Wilhelmshaven en Brunsbüttel te bereiken.
- 11 - President Roosevelt geeft toestemming voor de aanleg van Alaska Highway door het leger.
- 13 - Strijd om Palembang: Japanse parachutisten (240 man) landen bij Palembang en weten de olieraffinaderijen onbeschadigd in handen te krijgen. Nederlandse troepen van de Landstorm voeren een tegenaanval uit en weten het complex na zware verliezen weer te heroveren.
- 14 - In Rotterdam wordt de Maastunnel geopend. De overwelving is 1426 meter lang, de tunnel zelf meet 1070,15 meter. Er is bijna vijf jaar aan gewerkt.
- 14 - De afdeling Bomber Command van de RAF krijgt opdracht om door grootscheepse luchtbombardementen het moreel van de Duitse bevolking, en vooral van de industriearbeiders, te ondermijnen.
- 15 - De Britse kroonkolonie Singapore geeft zich over aan de Japanners. Vele Engelse oorlogsschepen worden in de haven tot zinken gebracht en ongeveer 130.000 soldaten worden krijgsgevangen gemaakt.
- 15 - De Nederlandse torpedobootjager Hr. Ms. Van Ghent, loopt door een navigatiefout aan de grond in Stolze-straat op het kustrif van het eiland Bamidjo.
- 16 - Slachting op Bangka: Japanse soldaten executeren 21 Australische verpleegsters en 60 Australische en Britse soldaten op het eiland Bangka (Nederlands-Indië).
- 16 - De Tweede Wereldoorlog begint voor Aruba en Curaçao met de gelijktijdige aanval door drie Duitse onderzeeboten op de olieraffinaderijen Lago Oil & Transport Co. Ltd. in Sint Nicolaas en Shell Isla in Willemstad.
- 19 - Een Japanse aanvalsgroep onder de bevel van admiraal Chuichi Nagumo, bestaande uit vier vliegdekschepen, Akagi, Kaga, Hiryu en Soryu, ondersteund door een escort eskader, bombardeert de haven van Darwin in Australië. Tijdens de aanval worden 11 schepen tot zinken gebracht en de havenfaciliteiten worden ernstig beschadigd.
- 19 - Japanese legereenheden, ondersteund door 14 transportschepen en 3 torpedobootjagers, landen op Timor. Nederlandse troepen trekken het binnenland in.
- 19 - President Roosevelt gelast de internering van alle Japanners die zich op Amerikaans grondgebied bevinden.
- 20 - Invasie van Sumatra: Japanese legereenheden veroveren Tanjungkarang, het vliegveld wordt hersteld en gebruikt voor luchtaanvallen op Java.
- 20 - Op Curaçao worden 420 stakende Chinese arbeiders van de Isla geïnterneerd in kamp Suffisant.
- 22 - President Roosevelt beveelt generaal Douglas MacArthur de Filipijnen te verlaten. MacArthur wordt benoemd tot opperbevelhebber van de geallieerde legers in het zuidwesten van de Grote Oceaan.
- 22 - In zijn Braziliaanse ballingsoord pleegt de Oostenrijks-joodse schrijver Stefan Zweig zelfmoord.
- 27 - Slag in de Javazee: Een geallieerd vlooteskader onder schout-bij-nacht Karel Doorman probeert tevergeefs een Japanse invasievloot met troepen voor de aanval op Java tegen te houden. Tijdens de zeeslag worden de Nederlandse kruisers Hr.Ms. De Ruyter en Hr.Ms. Java en de torpedobootjager Hr.Ms. Kortenaer tot zinken gebracht. De totale zeeslag kost 2.300 marinemannen het leven.
- 27 - De USS Langley, het eerste vliegdekschip van de Amerikaanse marine, wordt onderweg naar Java zwaar beschadigd door een Japanse luchtaanval en wordt later door begeleidende torpedobootjagers zelf tot zinken gebracht. De Langley vervoert 32 Curtiss P-40-vliegtuigen om de verdediging op Java te versterken.
- 27 - Het lidmaatschap van de Nederlandsche Kultuurkamer wordt verplicht voor kunstenaars, toneelspelers, uitgevers enz.

maart
- 1 - Japanse legereenheden onder bevel van generaal Hitoshi Imamura landen op Java.
- 5 - Japanese legereenheden trekken zegevierend Batavia binnen. Het Nederlandse leger (KNIL) trekt zich terug richting Bogor (ofwel Buitenzorg).
- 7 - De Nederlandse mijnenveger Eland Dubois wordt door de eigen bemanning tot zinken gebracht nadat het schip is gespot door een Japans verkenningsvliegtuig.
- 8 - Japanse bezetting van Rangoon, Birma.
- 8 - De Nederlandse mijnenveger Jan van Amstel tot zinken gebracht door een Japanse torpedobootjager, waarbij 23 van de opvarenden om het leven komen.
- 9 - Het Nederlandse leger (KNIL) capituleert op Java. Ruim 60.000 man worden door de Japanners krijgsgevangen gemaakt.
- 13 - Tijdens de Duitse conferentie in Parijs wordt besloten dat alle joden in Nederland, België en Frankrijk voortaan de gele ster moeten dragen.
- 15 - Tijdens de inval en invasie van Japan op Sumatra loopt een patrouille bestaand uit 27 Nederlandse militairen op Sumatra in Tiga Roenggoe nabij Pematang Siantar (tussen Medan en het Tobameer) in een hinderlaag. Deze Nederlandse militairen, bestaande uit stadswachten, militie, landstorm en vernielingspersoneel, worden ter plaatse gefusilleerd.
- 17 - De drie gaskamers van het eerste vernietigingskamp Belzec worden in gebruik genomen.
- 21 - Element nummer 94 krijgt de naam plutonium.
- 21 - Hitler benoemt Fritz Sauckel tot Algemeen Gevolmachtigde van de Arbeidsinzet. Hij moet zorgen voor de aanvoer van arbeidskrachten uit de bezette landen voor de oorlogsindustrie.
- 28 - Raid op Saint-Nazaire: Britse commando's (270 man) vallen de zwaar verdedigde dokken in de haven van Saint-Nazaire aan in het door de Duitsers bezette deel van Frankrijk. De torpedebootjager HMS Campbeltown vergezeld door 18 lichte motorsnelboten ramt in Saint-Nazaire de sluisdeur van het Normandië-droogdok en wordt later opgeblazen.

april
- 9 - Slag om Bataan: Na drie maanden van hevige gevechten op het schiereiland Bataan geven de Amerikaanse en Filipijnse strijdkrachten zich over aan het Japanse 14e Leger onder leiding van luitenant-generaal Masaharu Homma. Ca. 70.000 man worden daarbij gevangengenomen.
- 14 - Dodenmars van Bataan: De Japanners dwingen de Amerikaanse en Filipijnse krijgsgevangenen op Bataan naar het spoorwegstation van San Fernando te lopen (een afstand van 90 kilometer). Daar worden ze in goederenwagons naar Capas gebracht. Bij aankomst blijken ruim 14.000 gevangenen deze 'dodenmars' niet te hebben overleefd.
- 17 - Henri Giraud, Frans generaal en krijgsgevangene, ontsnapt uit de Vesting Königstein. Hij weet zich met een door hemzelf gevlochten 'touw' te laten zakken van de rots waarop de vesting staat. Na drie dagen, via verschillende listen, bereikt hij de Zwitserse grens.
- 18 - Doolittle Raid: Luitenant-kolonel Jimmy Doolittle leidt de eerste Amerikaanse luchtaanval op Tokio. Zestien B-25B Mitchell-bommenwerpers stijgen op vanaf het vliegdekschip USS Hornet, dat tot ongeveer 1000 kilometer van de Japanse kust is gevaren. De steden Tokio, Yokohama, Nagoya en Kobe worden gebombardeerd, maar alle 16 vliegtuigen gaan verloren. Van de 79 bemanningsleden worden er 8 van hen vermoord of gevangengenomen.
- 18 - De Amerikaanse generaal Douglas MacArthur wordt benoemd tot opperbevelhebber van alle geallieerde troepen in het zuidwestelijk deel van de Stille Oceaan. Hij vestigt zijn hoofdkwartier in Brisbane.
- 19 - De Protestantse en Rooms-Katholieke kerken in Nederland protesteren tegen de Jodenvervolging. In de kerken wordt een protestbrief voorgelezen naar aanleiding van het bord ‘Verboden voor Joden’.
- 20 - In het kamp Suffisant op Curaçao worden minstens vijftien stakende Chinezen doodgeschoten.

mei
- 3 - In het concentratiekamp Sachsenhausen worden 72 verzetsmensen van de Sicherheitsdienst (SD) met een nekschot afgemaakt. Joden worden verplicht voortaan een gele ster (de Jodenster) op hun kleding te dragen.
- 8 - Slag in de Koraalzee: De geallieerden en Japan verliezen vele schepen en vliegtuigen. De Japanse invasievloot die Port Moresby in zuidelijk Nieuw-Guinea moet aanvallen, trekt zich terug.
- 26 - Slag bij Gazala: Het Duitse Afrikakorps onder bevel van generaal Erwin Rommel opent een offensief tegen het Britse 8e Leger. Duitse tankeenheden rukken oostwaarts op in de richting van de Britse stellingen bij Bir Hakeim in de Libische Woestijn.
- 27 - Operatie Anthropoid: Nabij Praag plegen zeven Tsjecho-Slowaakse verzetsstrijders onder leiding van Jozef Gabčík en Jan Kubiš een aanslag op de Duitse rijksprotector Reinhard Heydrich. De regering-in-ballingschap heeft besloten hem uit de weg te ruimen, omdat hij het Tsjechische verzet ernstig heeft verzwakt. De Duitsers executeren 81 gijzelaars.
- 29 - Door de SS worden nazikopstukken uitgenodigd voor de opening van Station Z, een installatie voor de vernietiging van gevangenen in concentratiekamp Sachsenhausen. Als demonstratie van de "nekschotmachine" worden 96 Joden doodgeschoten.
- 30 op 31 - Eerste massaal luchtbombardement van een Duitse stad door de Royal Air Force. Keulen is het doelwit van 1000 Avro Lancasters.
- Mexico sluit zich aan bij de geallieerden nadat twee van zijn tankers door de Duitsers zijn getorpedeerd.

juni
- 1 - Op aanwijzing van de Kunstschutz van de Militärverwaltung in België wordt begonnen met het overbrengen van Antwerpse en Brugse kunstschatten naar Kasteel van Lavaux-Sainte-Anne in de Ardennen.
- 4 - Een jaar na zijn dood wordt de Duitse ex-keizer Wilhelm II bijgezet in een mausoleum op het terrein van Huize Doorn.
- 4 tot 7 - Slag om Midway: In een tweedaagse zeeslag om het Amerikaanse eiland Midway wordt één Amerikaans vliegdekschip de USS Yorktown tot zinken gebracht. De Japanse vloot verliest vier vliegdekschepen de Kaga, Akagi, Soryu en de Hiryu. De slag is een beslissend keerpunt van de oorlog in de Grote Oceaan.
- 7 - Belegering van Sebastopol: Duitse eenheden van het 11e Leger onder bevel van generaal Erich von Manstein hervatten op de Krim een grootscheepse aanval op de Russische havenstad Sebastopol. Manstein beschikt nu over negen infanteriedivisies en 1.300 stukken geschut (waaronder het spoorwegkanon Schwerer Gustav met een kaliber van 80 cm).
- 10 - Slag bij Bir Hakeim: Legereenheden van de Vrije Fransen (2.700 man) evacueren hun stellingen rond Bir Hakeim en ontsnappen via een mijnenveld, waar zij worden opgepikt door Britse troepen van de 7e Pantserdivisie.
- 10 - Als vergelding van de dood van Reinhard Heydrich wordt op bevel van Adolf Hitler het dorp Lidice platgebrand. In totaal worden 340 bewoners uit wraak vermoord (192 mannen, 60 vrouwen en 88 kinderen).
- 21 - Duitse eenheden van het Afrikakorps onder bevel van Erwin Rommel, veroveren de Noord-Afrikaanse havenstad Tobroek op het Britse 8e Leger. Er worden 25.000 gevangenen gemaakt, naast massa's wapens en voorraden. Daags daarna wordt Rommel bevorderd tot Generaal-Veldmaarschalk. In oktober 1942 stelt echter Generaal Bernard Montgomery, met zijn 8ste leger, orde op zaken bij El Alamein en wordt Rommel teruggedrongen.
- 27 - Het geallieerde scheepskonvooi PQ-17 vertrekt van zijn verzamelpunt nabij IJsland met 35 vrachtschepen en verschillende escortschepen naar de Russische havenstad Archangelsk.
- 28 - Fall Blau: Duitse eenheden van Heeresgruppe Süd (Legergroep Zuid) onder bevel van generaal-veldmaarschalk Fedor von Bock beginnen een zomeroffensief met het doel om de olievelden in de zuidelijke Kaukasus te veroveren. Speerpunten van het Duitse 4e Pantserleger onder bevel van generaal Hermann Hoth rukken op richting Voronezj. De tankeenheden leggen in één dag 50 kilometer af, steken twee rivieren over en doorbreken de frontlinies van het Sovjet leger.
- 30 - Sebastopol wordt ingenomen door het Duitse 11e Leger onder bevel van Erich von Manstein. Ruim 90.000 Soviet soldaten worden krijgsgevangen gemaakt en von Manstein wordt bevordert tot Veldmaarschalk. Gevechten gaan door tot 4 juli, overblijfselen van het Soviet leger worden geëvacueerd op het schiereiland Chersonesos.

juli
- 1 - Eerste Slag bij El Alamein: Duitse legereenheden van het Afrikakorps onder bevel van veldmaarschalk Erwin Rommel worden bij El Alamein tot staan gebracht.
- 1 - Het vluchtelingenkamp Westerbork komt onder rechtstreeks bestuur van de Duitsers, die het Durchgangslager Westerbork noemen.
- 5 - Duitse eenheden van het 4e Pantserleger onder bevel van Hermann Hoth steken de rivier de Don over en raken verwikkeld in hevige gevechten in Voronezj.
- 6 - Anne Frank duikt onder in het achterhuis achter het bedrijf Opekta van haar vader Otto Frank aan de Prinsengracht 263 te Amsterdam.
- 7 - Duitse eenheden van het 4e Pantserleger onder bevel van Hermann Hoth veroveren Voronezj, waarmee zij ca. 100 km verder in de USSR zijn doorgedrongen dan in 1941.
- 15 - Vanuit het doorgangskamp Westerbork in Drenthe vertrekt het eerste transport richting Polen.
- 16 - In bezet Frankrijk wordt een besluit uitgevaardigd, waarbij aan de joden de toegang wordt ontzegd tot openbare inrichtingen en manifestaties. Aldus is ze toegang verboden tot restaurants of cafés, concerten, music-halls, amusementslokalen, bibliotheken, openbare telefooninrichtingen, markten, baden, expogalerijen of -zalen, historische gebouwen, sportwedstrijden, kampeerterreinen en parken.
- 20 - De Nederlandse bisschoppen richten zich in een herderlijk schrijven tot hun gelovigen. Ze veroordelen in felle bewoordingen de Jodenvervolging.
- 23 - Opening van het vernietigingskamp Treblinka in het bezette Polen.
- 30 - Begin van de deportaties vanuit Loods 24 in Rotterdam.

augustus
- 2 - Tweehonderd katholieke joden, die tot nu toe buiten de Jodenvervolging bleven, worden als represaille voor de brief van de Nederlandse bisschoppen, afgevoerd naar vernietigingskampen. Onder hen is Edith Stein.
- 3 - Duitse eenheden van Legergroep A (Heeresgruppe A) onder bevel van veldmaarschalk Wilhelm List rukken op in de richting van de rivier de Koeban, 75 kilometer ten noorden van het oliecentrum Majkop, in het noorden van de Kaukasus.
- 4 - De Verenigde Staten sluiten een verdrag met Mexico, om tijdelijke arbeidskrachten te kunnen werven als vervanging van de frontsoldaten. Het Braceroprogramma zal uiteindelijk lopen tot 1964.
- 6 - Koningin Wilhelmina spreekt het Amerikaanse Congres toe.
- 6 - De hoofdcommissaris van de Amsterdamse politie Sybren Tulp zet een Nederlands politiebataljon in om Joden op te pakken.
- 7 - Amerikaanse eenheden landen op Guadalcanal, wat het begin van de Slag om Guadalcanal inluidt. Op het eiland ondervinden ze zware tegenstand.
- 8 - 9 - Zeeslag bij het eiland Savo: De Japanese Keizerlijke marine onder bevel van admiraal Gunichi Mikawa behaalt een overwinning op de Amerikanen bij het eiland Savo in de Salomonseilanden. Vier kruisers en één torpedojager worden tot zinken gebracht.
- 9 - Duitse eenheden van Legergroep A veroveren het oliecentrum Majkop, nadat eerst alle voorraden en installaties door het terugtrekkende Russische leger zijn vernietigd en bezetten Krasnodar, de hoofdstad van het Koebandistrict.
- 9 - In Bombay worden Mahatma Gandhi en het hele Congress Working Committee door Britse troepen gearresteerd en geïnterneerd in het Aga Khanpaleis in Poona.
- 10 - Duitse eenheden van Legergroep A veroveren Pjatigorsk, 400 kilometer ten zuidoosten van Rostov, met het doel de Kaukasus in tweeën te splitsen.
- 13 - Duitse eenheden van Legergroep A rukken op langs de spoorweg Rostov-Koeban, richting Mineralnje, dat slechts 20 kilometer van het oliecentrum Grozny is gelegen.
- 19 - Operatie Jubilee: De geallieerden voeren een mislukte aanval uit bij de Franse havenstad Dieppe aan de Kanaalkust. Van de meer dan 6.000 Canadezen die eraan deelnemen, worden er 3.500 gedood, gewond of gevangengenomen.
- 20 - De NSB-burgemeester van Apeldoorn Cornelis den Besten wordt ontslagen omdat hij weigert, de fietsen van joodse burgers te vorderen.
- 22 - Brazilië verklaart de oorlog aan Duitsland en Italië.
- 23 - Slag om Stalingrad: Duitse eenheden van het 6e Leger onder bevel van generaal Friedrich Paulus, gesteund door tankeenheden van het 4e Pantserleger, bereiken de buitenwijken van Stalingrad. Paulus stabiliseert de frontlinie en laat posities innemen bij de rivier de Wolga. Het Russische leger wordt afgesneden van de noordelijke bevoorradingslijnen. Jozef Stalin geeft het bevel 'ten koste van alles' de stad met alle beschikbare middelen te verdedigen.
- 24 - 25 - Zeeslag bij de Oostelijke Salomonseilanden: Amerikaanse gevechtsvliegtuigen van het vliegdekschip USS Saratoga brengen het Japanse vliegdekschip Ryujo tot zinken in de Salomonzee. Hiermee behalen de Amerikanen een strategisch voordeel op Japan, met name op minder Japanse getrainde piloten die beschikbaar zijn op vliegdekschepen.
- 30 - Slag bij Alam el Halfa: Duitse eenheden van het Pantserleger Afrika onder bevel van veldmaarschalk Erwin Rommel beginnen een offensief met als doel door de zuidelijke sector van het Britse 8e Leger te breken en de geallieerden te omsingelen.
- Tussen augustus en oktober bereikt de uitroeiing van joden en Roma een hoogtepunt als in 100 dagen 1,3 miljoen mensen in de kampen Sobibor, Treblinka en Belzec worden vermoord.

september
- 3 - 4 - Grote nachtelijke razzia op joden in Brussel.
- 6 - Duitse en Roemeense legereenheden veroveren Novorossiejsk, de voormalige Russische marinebasis aan de Zwarte Zee. Een kleine eenheid van de Rode Vloot onder bevel van kolonel Leonid Brezjnev weet een deel van de stad in handen te houden.
- 9 - De Noordoostpolder valt officieel droog.
- 13 - Duitse eenheden van het 6e Leger onder bevel van generaal Friedrich Paulus beginnen hun aanval op Stalingrad. Ondanks verbeten Russische tegenstand, trekken de Duitsers de stad in het zuiden binnen.
- 16 - Begin aanleg van de Birmaspoorweg door dwangarbeiders van het Japanse bestuur. Met name krijgsgevangenen, onder andere uit Nederlands-Indië, worden ingezet.
- 20 - De Zweedse hardloper Gunder Hägg loopt als eerste de 5000 meter binnen de 14 minuten. Zijn wereldrecord van 13.58,2 zal 12 jaar stand houden.
- 25 - Australische legereenheden dwingen de Japanners hun voorposten op te geven en trekken zich terug in het Owen Stanleygebergte in Papoea-Nieuw-Guinea.

oktober
- 3 - De Duitsers nemen een eerste proef met de V2 (raket).
- 3 - De 225 dwangarbeiders in het Kamp Ybenheer en andere joodse werkkampen van de Heidemij worden weggevoerd naar Kamp Westerbork en uiteindelijk naar Duitsland.
- 23 - Tweede Slag bij El Alamein: Geallieerde eenheden van het Britse 8e Leger onder bevel van generaal Bernard Montgomery beginnen een tegenoffensief bij El Alamein in Egypte.
- 23 - Na het overlijden van VNV-leider Staf Declercq wordt Hendrik Elias de nieuwe leider van het VNV.

november
- 2 - Veldmaarschalk Erwin Rommel begint met de terugtocht van het Duitse Afrikakorps in Noord-Afrika. Hij geeft het bevel om de Duits-Italiaanse legereenheden te hergroeperen, ca. 2.500 man zijn omsingeld in de omgeving van El Alamein.
- 6 - Geallieerde legereenheden van het Britse 8e Leger onder bevel van generaal Bernard Montgomery drijven het Duitse Afrikakorps in de richting van Marsa Matruh. Hierbij worden ongeveer 20.000 krijgsgevangenen gemaakt.
- 8 - Geallieerde legereenheden (ruim 105.000 man) onder bevel van generaal Dwight D. Eisenhower landen in Frans Noord-Afrika. Ze hebben als doel de verovering van de wijd uiteenliggende havens van Casablanca, Oran en Algiers, om daarmee de terugweg voor Erwin Rommel af te snijden.
- 9 - Duitse eenheden van het 6e Leger onder bevel van generaal Friedrich Paulus veroveren eindelijk (na een uitputtingsslag van bijna twee maanden) de Russische stellingen bij de rivier de Wolga. Stalingrad is voor 90% in handen van de Duitsers en de restanten van het Russische leger worden in tweeën gesplitst in afzonderlijke sectoren.
- 15 - De KLM DC-3 G-AGBB (voorheen PH-ALI, Ibis) op de BOAC lijndienst Bristol-Lissabon, met passagiers en KLM bemanning, wordt aangevallen door Luftwaffejagers. Gehavend maar zonder persoonlijk letsel weten zij te alsnog in Engeland te landen.
- 19 - Operatie Uranus: Drie Russische legers beginnen een grootscheeps tegenoffensief ten zuiden van Stalingrad en op de Kalmukkensteppe. Het doel van deze operatie is om het Duitse 6e Leger en een deel van het 4e Pantserleger te omsingelen.
- 23 - Russische legereenheden omsingelen het Duitse 6e Leger in de omgeving van Stalingrad. In het Russische offensief van de laatste vijf dagen worden verscheidene plaatsen herovert, de Russen maken ruim 24.000 Duitsers krijgsgevangen.
- 27 - Uit protest tegen de Duitse bezetting van Zuid-Frankrijk brengen de bemanningen van de overgebleven Franse oorlogsbodems in de marinehaven van Toulon hun schepen tot zinken.
- 28 - Bij een brand in de nachtclub Cocoanut Grove in Boston komen 492 mensen om.

december
- 2 - eerste gecontroleerde nucleaire kettingreactie, in de eerste kernreactor, de Chicago Pile 1, gebouwd door Enrico Fermi.
- 12 - Operatie Wintergewitter: Veldmaarschalk Erich von Manstein lanceert met Armeegruppe Hoth een tegenoffensief op 150 kilometer ten zuidwesten van Stalingrad, om het Duitse 6e Leger te ontzetten.
- 13 - Rijkscommissaris Seyss-Inquart roept NSB-leider Anton Mussert uit tot "leider van het Nederlandse volk". Het zal een loze titel blijken.
- 14 - Veldmaarschalk Erwin Rommel trekt zich met de restanten van het Duitse Afrika Korps terug vanuit Marsa al-Brega aan de zuidkust van de Golf van Sidra (huidige Libië). Hij leidt de Duits-Italiaanse legereenheden naar een verdedigingslinie, 375 km naar het westen. Hiermee verijdelt Rommel het plan van de geallieerden om hem in te sluiten.
- 24 - De Franse admiraal en oud-premier van Vichy François Darlan wordt door de jonge gaullist Fernand Bonnier de La Chapelle in Algiers vermoord.
- 25 - De Nederlandse onderzeeboot K XVI wordt ten noorden van Kuching getorpedeerd door de Japanse onderzeeboot I 66, alle 36 bemanningsleden komen hierbij om het leven.
- 31 - Slag in de Barentszee: De Duitse Kriegsmarine onder leiding van Admiral Hipper valt de Britse Royal Navy aan in de Barentszee bij de Noordkaap. Tijdens de gevechten, verdrijft de Royal Navy de Duitse schepen en weet het veilig 15 transportschepen naar Rusland te begeleiden.

- Film uit 1942. Film waarin te zien is hoe beroepsvissers op één der Friese meren met de zegen (= een net van zo'n 600 meter lengte) vissen. Twee vissers worden gevolgd bij hun werk o.a.: het uitgooien van de zegen, binnenhalen van het net, meten van de vis en transport van de vis naar de winkel.
- Propagandafilm uit 1942 van de Filmdienst der NSB. Weerbaarheidscursussen van de Nationale Jeugdstorm.
- Propagandafilm uit januari 1942 van de Filmdienst der NSB. Vertrek van mannen van de Nederlandse Arbeidsdienst naar het oosten. De mannen wordt verteld dat NSB-leider Mussert trots op hen is omdat ze meehelpen bij het verdedigen van 'de grote levensruimte die thans geschapen wordt'.
- Propagandafilm uit januari 1942 van de Filmdienst der NSB. Leden van de WA, de geüniformeerde ordedienst en knokploeg van de NSB, vertrekken als vrijwilligers naar het oostfront. Na de eedsaflegging op het Binnenhof in Den Haag volgt een parade door de stad naar het station Hollands Spoor, vanwaar zij zullen vertrekken.
- Bioscoopjournaal uit januari 1942 over de Vijfde Mussertcompagnie, die een mars houdt door Utrecht voor het vertrek naar de Luftwaffe Nachrichtentruppen waarin ze opgenomen zullen worden.
- Propagandafilm uit januari 1942 van de Filmdienst der NSB. Plechtigheid op de Dam in Amsterdam rond het vertrek van een groep Jeugdstormers naar Ostland, waar ze de boeren zullen helpen bij het werk.
- Propagandafilm uit januari 1942 van de Filmdienst der NSB. Vertrek van 150 man van de Nederlandse SS naar het oostfront.

## Muziek
- mei - Op een snikhete dag neemt Bing Crosby de song "I'm dreaming of a white Christmas" van Irving Berlin op. De single zal tientallen jaren de lijst van bestsellers aanvoeren.
- Arnold Schönberg componeert zijn pianoconcert, opus 42
- Mieczysław Weinberg componeert zijn Symfonie nr. 1
- Igor Stravinsky schrijft de Circus Polka voor het olifantenballet van Barnem & Bailey

### Premières
- 10 januari: Natanael Bergs opera Birgitta
- 8 februari: Stanley Bates Pianoconcert nr. 2
- 21 april: Vagn Holmboe's Kamerconcert nr. 2 voor fluit, viool, strijkinstrumenten en percussie
- 9 april: Igor Stravinskys Circus Polka
- 8 juli: Ernest John Moerans Vioolconcert
- 2 augustus: Stanley Bates Sinfonietta nr. 1
- 23 september: Benjamin Brittens Zeven sonnetten van Michelangelo
- 22 november: Benjamin Brittens Hymn to St Cecilia
- 5 december: Benjamin Brittens A ceremony of carols

## Beeldende kunst

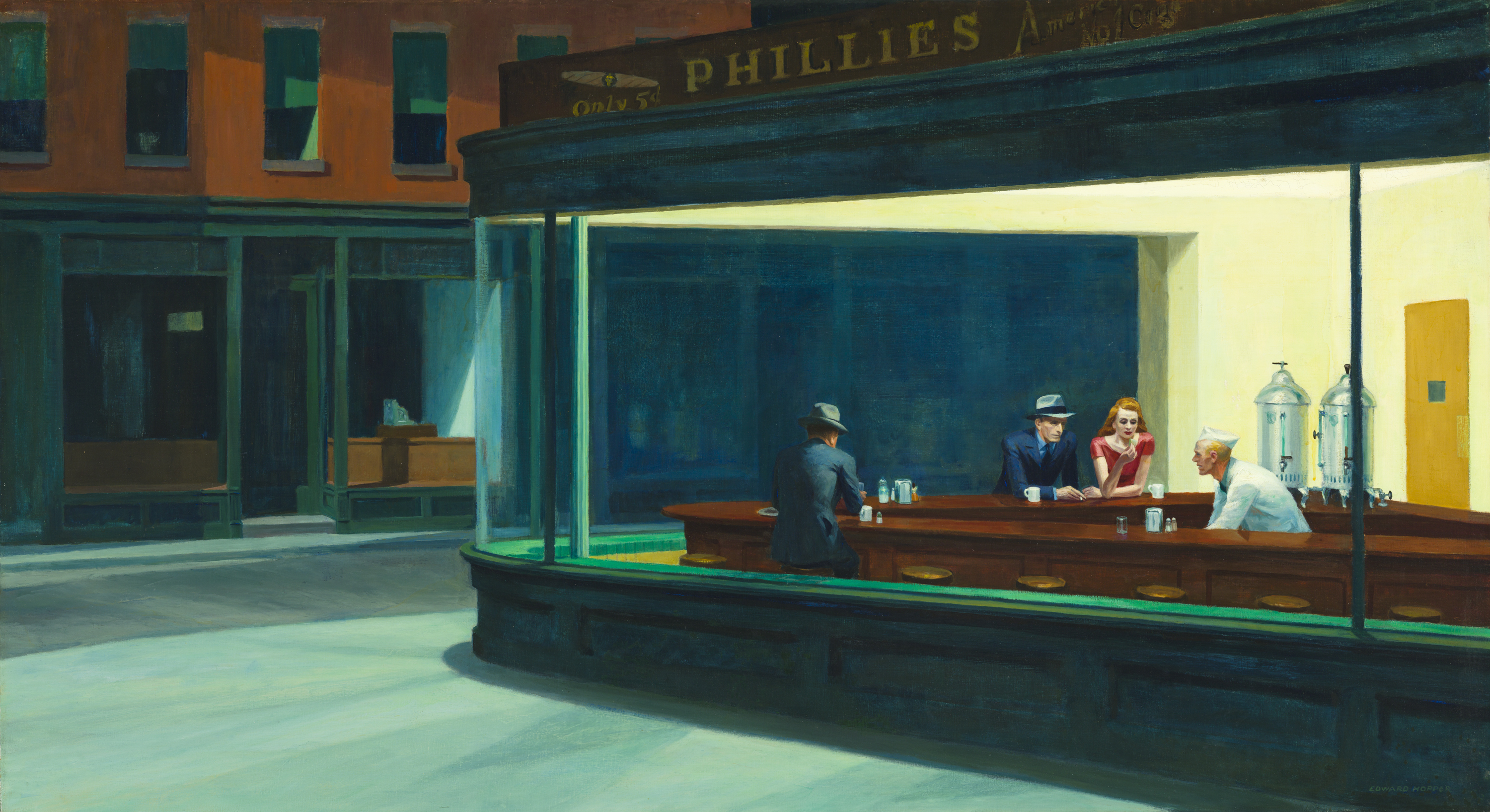
Nighthawks van Edward Hopper
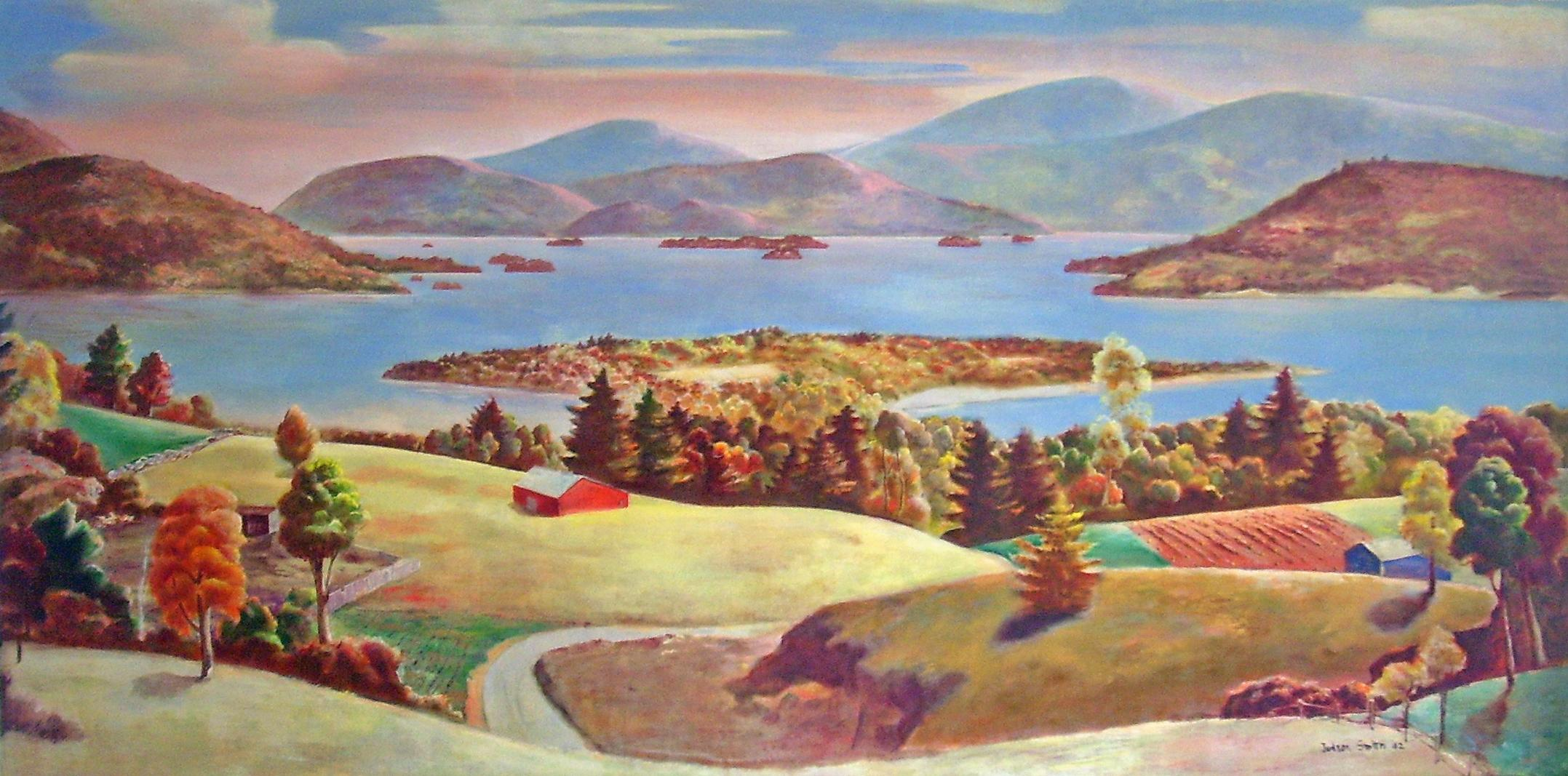
Lake George van Judson Smith

## Bouwkunst

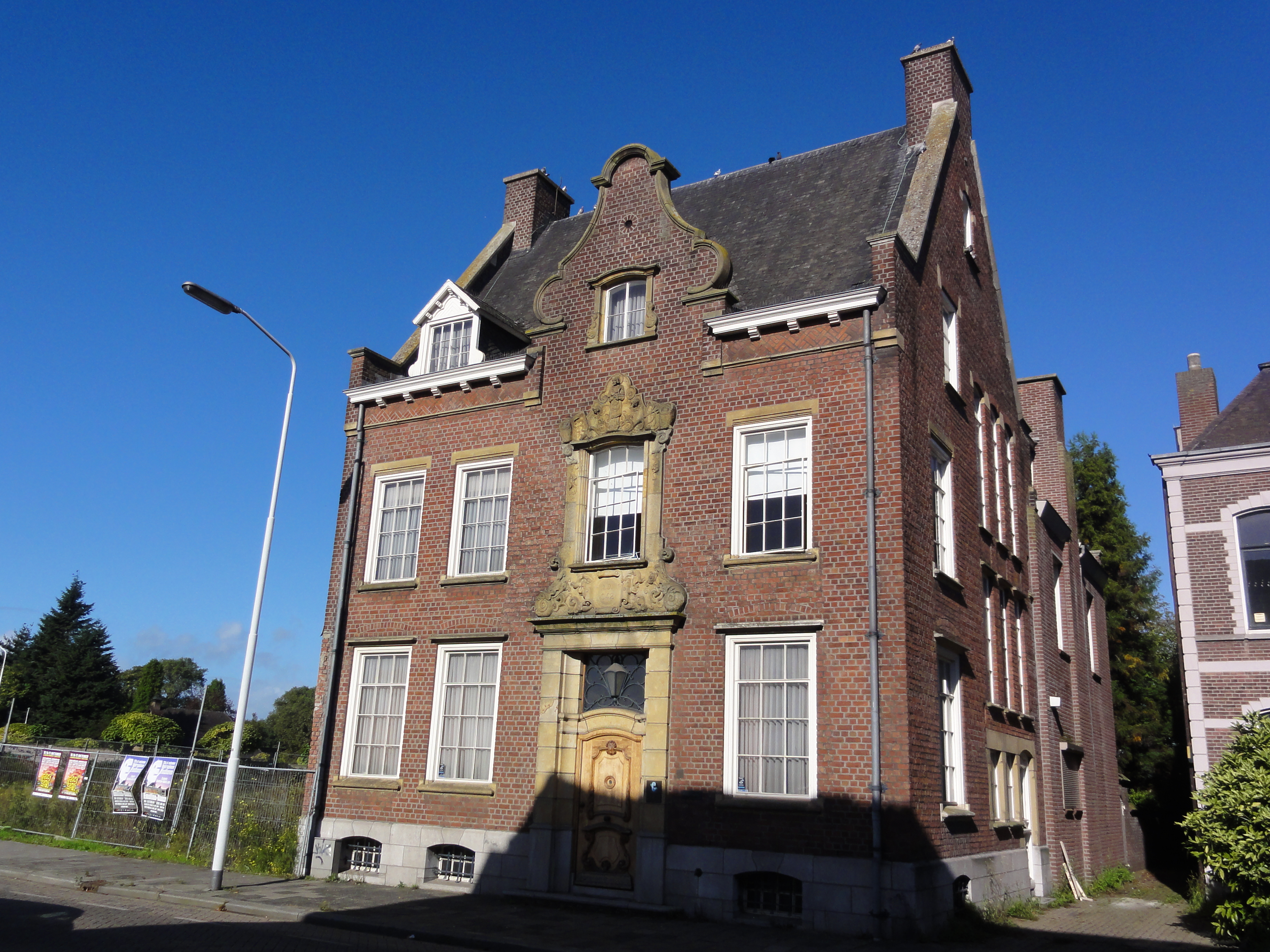
Woonhuis met kantoor, Best (1942)

## Geboren

### januari
- 1 - Klaas Dankert, Nederlands politicus (overleden 2024)
- 1 - Max de Haan, Nederlands auteur en literatuuronderzoeker (overleden 2020)
- 1 - Myriam Leenknecht, Belgisch kunstschilder
- 1 - Alassane Ouattara, Ivoriaan president
- 1  - Justas Vincas Paleckis, Litouws politicus
- 1 - Gerrit Schoenmakers, Nederlands politicus
- 1 - Lita Stantic, Argentijns filmmaker
- 2 - Ina van Berckelaer-Onnes, Nederlands orthopedagoge
- 2 - Jevgeni Roedakov, Sovjet-Russisch voetbaldoelman (overleden 2011)
- 3 - Wilma Burgers-Gerritsen, Nederlands beeldhouwer (overleden 1993)
- 3 - László Sólyom, Hongaars politicus; president van 2005 tot 2010 (overleden 2023)
- 3 - John Thaw, Engels acteur (overleden 2002)
- 4 - Ypke Gietema, Nederlands politicus (overleden 2013)
- 5 - Maurizio Pollini, Italiaans pianist (overleden 2024)
- 5 - Kris Smet, Belgisch presentatrice en actrice
- 7 - Vasili Aleksejev, Russisch gewichtheffer (overleden 2011)
- 7 - Jörg Lucke, Oost-Duits roeier
- 8 - Hendrik Croes, Arubaans advocaat en politicus
- 8 - Stephen Hawking, Brits natuurkundige (overleden 2018)
- 8 - Yvette Mimieux, Amerikaans actrice (overleden 2022)
- 8 - Abram de Swaan, Nederlands socioloog
- 9 - Kees Jan Dik, Nederlands hoogleraar diergeneeskunde (overleden 2018)
- 9 - Eisso Woltjer, Nederlands politicus
- 14 - Roger Jackson, Canadees roeier
- 14 - Gerben Karstens, Nederlands wielrenner (overleden 2022)
- 14 - Louis Lemaire, Nederlands acteur, schrijver en regisseur
- 14 - Eladio Zárate, Paraguayaans voetballer
- 17 - Muhammad Ali (Cassius Clay), Amerikaans bokser (overleden 2016)
- 18 - Lima, Braziliaans voetballer (overleden 2025)
- 18 - Vassula Rydén, Egyptisch zieneres en schrijfster
- 18 - Johnny Servoz-Gavin, Frans autocoureur (overleden 2006)
- 18 - Félix Siby, Gabonees ambtenaar en politicus (overleden 2006)
- 19  - Pieter Lakeman, Nederlands bedrijfsdocumentalist, adviseur en fraudebestrijder
- 21 - Freddy Breck, Duits zanger (overleden 2008)
- 22 - Gerard Unger, Nederlands letterontwerper (overleden 2018)
- 23 - Herman Tjeenk Willink, Nederlands politicus
- 23 - Harrie Vorst, Nederlands psycholoog en methodoloog
- 24 - Angelo Bratsis, Amerikaans voetbalscheidsrechter
- 25 - Eusébio, Mozambikaans-Portugees voetballer (overleden 2014)
- 25 - Kees Kousemaker, Nederlands stripdeskundige (overleden 2010)
- 25 - Pete Magadini, Amerikaans drummer, componist en publicist (overleden 2023)
- 26 - Koen Wessing, Nederlands fotograaf (overleden 2011)
- 27 - Tasuku Honjo, Japans immunoloog; winnaar van de Nobelprijs voor Geneeskunde 2018
- 27 - John Witherspoon, Amerikaans (tv-)acteur en komiek (overleden 2019)
- 28 - Sjoukje Dijkstra, Nederlands kunstschaatsster (overleden 2024)
- 29 - Jean Wadoux, Frans atleet
- 30 - Arie van der Veer, Nederlands predikant en omroepvoorzitter (overleden 2024)
- 31 - Daniela Bianchi, Italiaans actrice

### februari
- 1 -Terry Jones, Brits acteur, komiek, tekstschrijver en regisseur; was een van de leden van Monty Python (overleden 2020)
- 1 - Rik Kuethe, Nederlands diplomaat en journalist (overleden 2020)
- 1 - Volker Roth, Duits voetbalscheidsrechter (overleden 2025)
- 1 - Tonny Zwollo, Nederlands architecte (overleden 2025)
- 2 - Graham Nash, Engels zanger
- 4 - Louis Ferron, Nederlands dichter en schrijver (overleden 2005)
- 4 - Frank Zander, Duits schlagerzanger, acteur en presentator
- 5 - Jaap Blokker, Nederlands ondernemer (overleden 2011)
- 7 - Gareth Hunt, Engels acteur (overleden 2007)
- 9 - Barbara Donald, Amerikaans trompettiste (overleden 2013)
- 9 - Carole King, Amerikaans zangeres
- 9 - Pierre Seron, Belgisch stripauteur
- 11 - André Bailly, Belgisch politicus (overleden 2023)
- 12 - Ehud Barak, Israëlisch politicus en premier
- 12 - Terry Bisson, Amerikaans sciencefiction- en fantasyschrijver (overleden 2024)
- 13 - Giulio Casali, San Marinees voetballer en voetbalcoach
- 14 - Michael Bloomberg, Amerikaans ondernemer
- 14 - Ricardo Rodríguez de la Vega, Mexicaans autocoureur (overleden 1962)
- 14 - Richard Williams, Amerikaans tenniscoach
- 15 - Jacques Caufrier, Belgisch waterpoloër en sportbestuurder (overleden 2012)
- 15 - Paula Majoor, Nederlands actrice
- 16 - Kim Jong-il, Noord-Koreaans politiek leider (overleden 2011)
- 19 - Johan Plageman, Nederlands voetballer en voetbalbestuurder (overleden 2018)
- 20 - Mitch McConnell, Amerikaans republikeins politicus
- 21 - Margarethe von Trotta, Duits filmregisseuse
- 21 - Joseph Wouters, Belgisch wielrenner
- 22 - Loek Dijkman, Nederlands ondernemer en filantroop (overleden 2024)
- 22 - Christine Keeler, Brits model en callgirl (Profumo-affaire) (overleden 2017)
- 22 - Geoffrey Scott, Amerikaans acteur (overleden 2021)
- 23 - Joop van den Ende, Nederlands theater- en televisieproducent
- 24 - Cathy Cade, Amerikaans kunstenares (overleden 2024)
- 24 - Joe Lieberman, Amerikaans politicus (overleden 2024)
- 25 - Pierre Bernard, Frans grafisch kunstenaar (overleden 2015)
- 25 - Karen Grassle, Amerikaans actrice
- 25 - John Saul, Amerikaans schrijver
- 26 - Jozef Adamec, Slowaaks voetballer en voetbalcoach (overleden 2018)
- 27 - Robert Grubbs, Amerikaans scheikundige en Nobelprijswinnaar (overleden 2021)
- 28 - Bernardo Adam Ferrero, Spaans componist en muziekpedagoog (overleden 2022)
- 28 - Brian Jones, Engels muzikant (overleden 1969)
- 28 - Oliviero Toscani, Italiaans fotograaf (overleden 2025)

### maart
- 2 - Heinze Bakker, Nederlands sportverslaggever (overleden 2021)
- 2 - John Irving, Amerikaans schrijver
- 2 - Lou Reed, Amerikaans zanger en liedjesschrijver (overleden 2013)
- 2 - Frans de Wit, Nederlands beeldhouwer en landschapskunstenaar (overleden 2004)
- 5 - Erika Pauwels, Belgisch sopraan
- 5 - Harm Pinkster, Nederlands latinist en hoogleraar (overleden 2021)
- 6 - Jan van Uden, Nederlands atleet (overleden 2008)
- 7 - Michael Eisner, Amerikaans ondernemer
- 7 - Guy Lukowski, Belgisch atleet
- 7 - Tammy Faye Messner, Amerikaans zangeres en auteur (overleden 2007)
- 7 - Pieter Winsemius, Nederlands bedrijfskundige, publicist en politicus
- 8 - Viktor Arbekov, Russisch motorcrosser (overleden 2017)
- 8 - Ann Packer, Brits atlete
- 9 - Gary Walker, Amerikaans drummer en zanger
- 10 - Frank Roos, Belgisch atleet
- 12 - Fred Julsing, Nederlands cartoonist (overleden 2005)
- 12 - John McNicol, Zuid-Afrikaans autocoureur (overleden 2001)
- 13 - Herman Wijffels, Nederlands bankier en topfunctionaris
- 15 - Wayland Holyfield, Amerikaans songwriter (overleden 2024)
- 16 - Gijs van Lennep, Nederlands autocoureur
- 16 - Jerry Jeff Walker, Amerikaans countryzanger (overleden 2020)
- 19 - Peter van Bueren, Nederlands filmrecensent (overleden 2020)
- 19 - Rinus Israël, Nederlands voetballer en voetbaltrainer (overleden 2025)
- 21 - Ali Abdullah Saleh, Jeminitisch staatsman (overleden 2017)
- 22 - André Testa, Nederlands bestuurder (NZH, GVBA, Stripmuseum) en werkgeversvoorzitter
- 23 - Ama Ata Aidoo, Ghanees (toneel)schrijfster en dichteres (overleden 2023)
- 23 - Michael Haneke, Oostenrijks filmregisseur
- 25 - Arthur Amiotte, Amerikaans beeldend kunstenaar
- 25 - Aretha Franklin, Amerikaans zangeres (overleden 2018)
- 25 - Max van Rooy, Nederlands architectuurcriticus en schrijver (overleden 2022)
- 25 - Joop Verbon, Nederlands bokser (overleden 2014)
- 26 - Erica Jong, Amerikaans schrijfster
- 27 - Michael Jackson, Engels schrijver en journalist (overleden 2007)
- 27 - John Edward Sulston, Brits bioloog en Nobelprijswinnaar (overleden 2018)
- 27 - Michael York, Engels acteur
- 28 - Daniel Dennett, Amerikaans filosoof (overleden 2024)
- 28 - Neil Kinnock, Brits politicus
- 28 - Samuel Ramey, Amerikaans operazanger
- 30 - Regine Clauwaert, Belgisch presentatrice
- 30 - Kenneth Welsh, Canadees acteur (overleden 2022)
- 31 - Dan Graham, Amerikaans kunstenaar (overleden 2022)

### april
- 1 - Harry van den Bergh, Nederlands politicus (overleden 2020)
- 2 - George Groot, Nederlands cabaretier (Don Quishocking) en tekstdichter (overleden 2024)
- 2 - Leon Russell, Amerikaans muzikant (overleden 2016)
- 3 - Ademir da Guia, Braziliaans voetballer
- 4 - Michel Fourniret, Frans crimineel (overleden 2021)
- 5 - Marjan Ackermans-Thomas, Nederlands atlete
- 5 - Peter Greenaway, Brits regisseur, schrijver en schilder
- 5 - Agaath Witteman, Nederlands theatermaakster en politica
- 6 - Cees den Heyer, Nederlands protestants theoloog en hoogleraar (overleden 2021)
- 7 - Edda Barends, Nederlands actrice
- 8 - Douglas Trumbull, Amerikaans filmregisseur en -producent (overleden 2022)
- 9 - Petar Nadoveza, Kroatisch voetballer en voetbalcoach (overleden 2023)
- 10 - Ben Cabrera, Filipijns kunstschilder
- 10 - Ian Callaghan, Brits voetballer
- 10 - Maria Kaczyńska, Pools presidentsvrouw (overleden 2010)
- 11 - Hans Hagenbeek, Nederlands architect (overleden 2021)
- 11 - Paulin Hountondji, Benins filosoof (overleden 2024)
- 12 - Leo van der Zalm, Nederlands dichter in de marge (overleden 2002)
- 12 - Jacob Zuma, Zuid-Afrikaans politicus en president
- 13 - Bert Vuijsje, Nederlands journalist en schrijver
- 15 - Kenneth Lee Lay, Amerikaans topman   (overleden 2006)
- 15 - Gennadi Logofet, Russisch voetballer (overleden 2011)
- 16 - Frank Wiliams, Brits autocoureur en oprichter Formule 1-team (overleden 2021)
- 17 - David Bradley, Engels acteur
- 19 - Bas Jan Ader, Nederlands conceptueel kunstenaar (overleden 1975)
- 19 - Frank Elstner, Duits televisiepresentator
- 19 - Alan Price, Brits muzikant, componist en acteur
- 20 - Agnes Maes, Belgisch schilder en kunstenaar (overleden 2016)
- 20 - Arto Paasilinna, Fins schrijver (overleden 2018)
- 23 - Ronny Temmer, Vlaams zanger
- 24 - Barbra Streisand, Amerikaans zangeres en actrice
- 26 - Bobby Rydell, Amerikaans zanger en entertainer (overleden 2022)
- 27 - Louis Fortamps, Belgisch atleet
- 27 - Valeri Poljakov, Russisch kosmonaut (overleden 2022)
- 29 - Jan Zeeman, Nederlands ondernemer (overleden 2020)

### mei
- 1 - Charlie Aitken, Schots voetballer (overleden 2023)
- 1 - Artemio Rillera, Filipijns bisschop (overleden 2011)
- 2 - Jacques Rogge, Belgisch zeiler en IOC-voorzitter (overleden 2021)
- 3 - Jacques Claessen, Belgisch atleet
- 3 - Henning Frenzel, Oost-Duits voetballer
- 3 - Henny Knoet, Nederlands ontwerper (overleden 2013)
- 3 - Loredana Nusciak, Italiaans actrice en model (overleden 2006)
- 4 - Leonardus Dobbelaar, Nederlands bisschop van Nekemte in Ethiopië (overleden 2008)
- 6 - Freek Biesiot, Nederlands kunstschilder en decorontwerper
- 7 - Francisco Javier Errázuriz Talavera, Chileens politicus (overleden 2024)
- 8 - Jack Blanchard, Amerikaans countryzanger
- 8 - Terry Neill, Noord-Iers voetballer en voetbaltrainer (overleden 2022)
- 9 - George Wilson,  Amerikaans basketballer (overleden 2023)
- 10 - Bart Bosman, Nederlands bioloog (overleden 2006)
- 10 - Arend Jan Heerma van Voss, Nederlands journalist, acteur en omroepbestuurder (overleden 2022)
- 12 - Ian Dury, Engels zanger, liedjesschrijver en bandleider (overleden 2000)
- 12 - Michel Fugain, Frans zanger en componist
- 12 - Werner Theunissen, Nederlands musicus en componist (overleden 2010)
- 13 - Guido Horckmans, Vlaams acteur (overleden 2015)
- 13 - Pál Schmitt, Hongaars schermer, IOC-lid en voorzitter van het Hongaars Olympisch Comité
- 13 - Frans Vanistendael, Belgisch jurist en hoogleraar (overleden 2021)
- 14 - Valeri Broemel, Sovjet-Russisch atleet (overleden 2003)
- 14 - Jan Froger (Bolle Jan), Nederlands volkszanger en cafébaas (overleden 2009)
- 14 - Prentis Hancock, Brits acteur (overleden 2025)
- 15 - Mircea Petescu, Roemeens voetballer en voetbalcoach
- 17 - Jacqueline Crevoisier,  Zwitsers schrijfster, tv-regisseur en vertaalster (overleden 2016)
- 17 - Tom Turesson, Zweeds voetballer (overleden 2004)
- 18 - Nobby Stiles, Brits voetballer (overleden 2020)
- 19 - Alexandra, Duits zangeres (overleden 1969)
- 19 - Bob de Jong, Nederlands autocoureur en programmamaker (overleden 2013)
- 19 - Gary Kildall, Amerikaans softwareontwikkelaar (overleden 1994)
- 21 - Danny Ongais, Amerikaans autocoureur (overleden 2022)
- 22 - Peter Gomes, Amerikaans predikant en hoogleraar (overleden 2011)
- 22 - Theodore Kaczynski, Amerikaans activist (Unabomber) (overleden 2023)
- 22 - Barbara Parkins, Canadees actrice
- 23 - Mohamed Lagmouch, Marokkaans-Nederlands buurtvader
- 24 - Hannu Mikkola, Fins rallyrijder (overleden 2021)
- 25 - Jo Decaluwe, Vlaams acteur en theaterdirecteur (overleden 2021)
- 28 - Stanley B. Prusiner, Amerikaans neuroloog en Nobelprijswinnaar

### juni

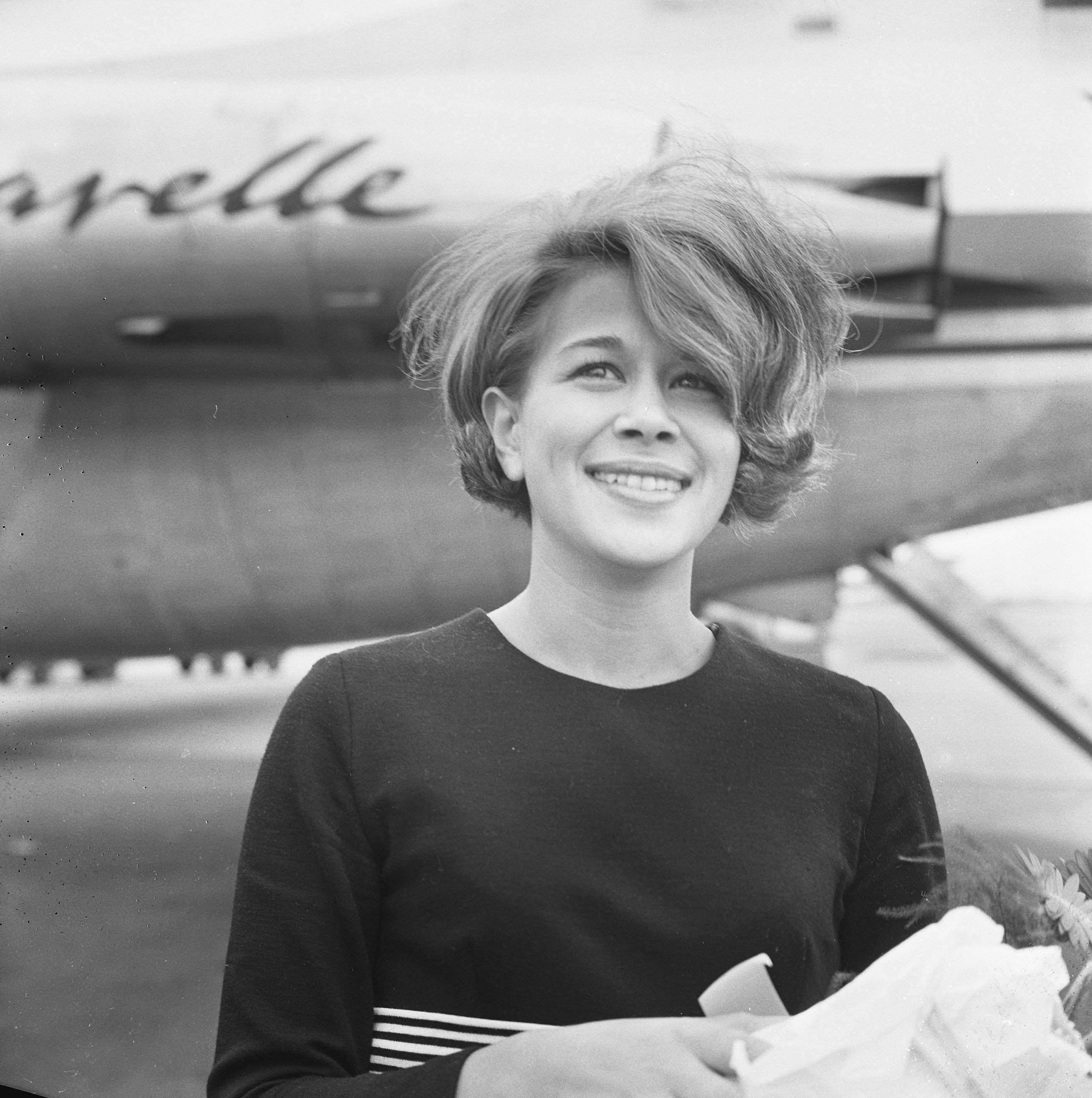
Anneke Grönloh
7 juni 1942

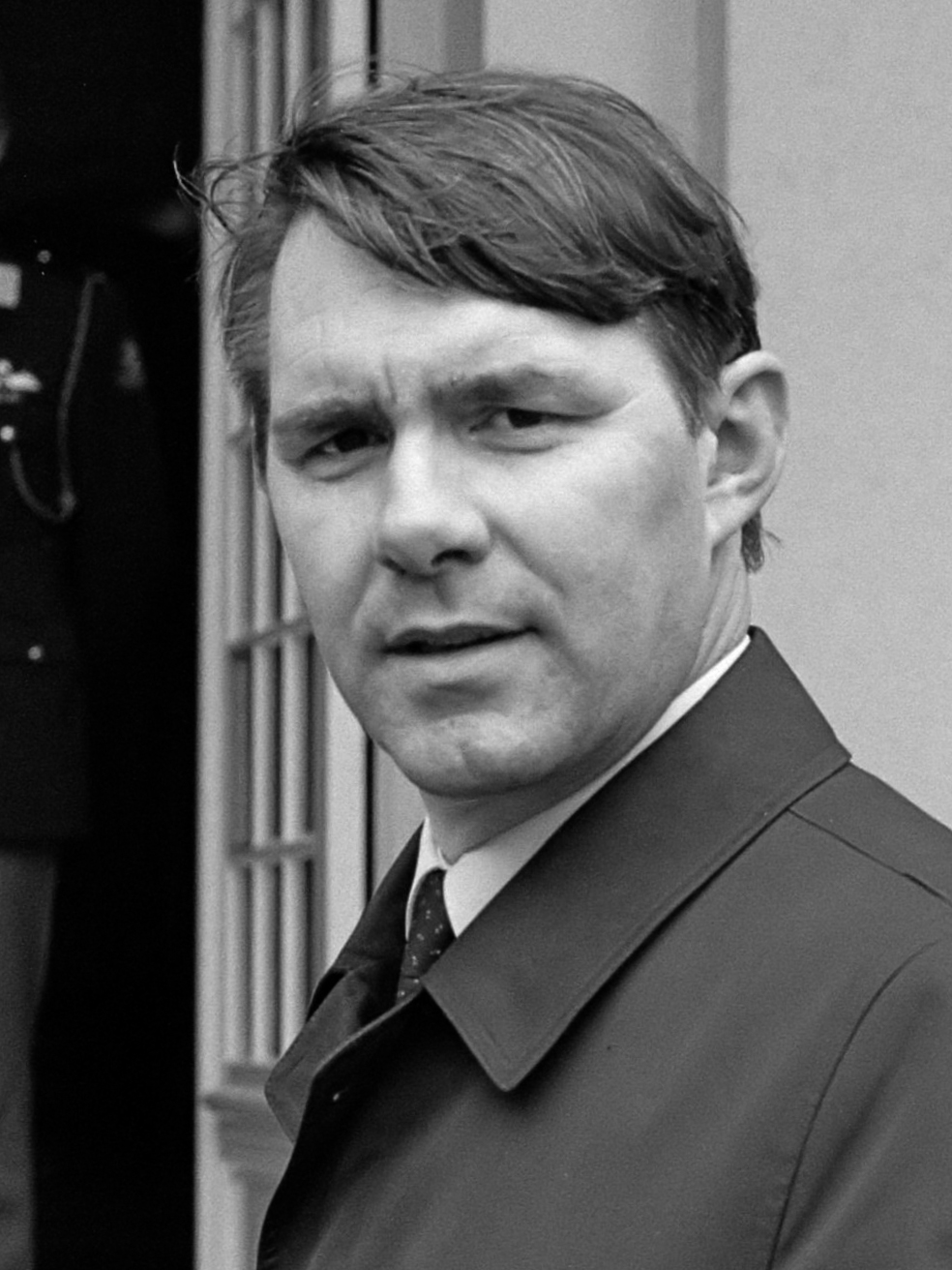
Bas van der Vlies
29 juni 1942

- 1 - Paco Peña, Spaans flamenco-gitarist
- 2 - Tony Buzan, Engels psycholoog (overleden 2019)
- 2 - Edoeard Malafejew, Sovjet-Wit-Russisch voetballer en trainer
- 2 - Charles Timmermans, Belgisch atleet
- 3 - Curtis Mayfield, Amerikaans soulzanger (overleden 1999)
- 4 - Jan Wienese, Nederlands roeier
- 5 - Teodoro Obiang Nguema Mbasogo, Equatoriaal-Guinees president
- 6 - Coosje van Bruggen, Nederlands-Amerikaans beeldhouwer (overleden 2009)
- 7 - Anneke Grönloh, Nederlands zangeres (overleden 2018)
- 7 - Moammar al-Qadhafi, Libisch leider (overleden 2011)
- 9 - Joost Prinsen, Nederlands acteur
- 9 - Mona Sulaiman, Filipijns atlete (overleden 2017)
- 11 - Gunter Gabriel, Duits schlager- en countryzanger (overleden 2017)
- 12 - Len Barry, Amerikaans singer-songwriter en schrijver (overleden 2020)
- 12 - Bert Sakmann, Duits celfysioloog en Nobelprijswinnaar
- 13 - Rita Beyens, Belgisch atlete
- 13 - James Carr, Amerikaans zanger (overleden 2001)
- 15 - Herman Berkien, Nederlands cabaretier en zanger (overleden 2005)
- 15 - Peter Norman, Australisch atleet (overleden 2006)
- 16 - Dineke van As-Kleijwegt, Nederlands burgemeester
- 17 - Mohammed el-Baradei, Egyptisch diplomaat en Nobelprijswinnaar
- 18 - Paul McCartney, Engels zanger en componist
- 18 - Thabo Mbeki, Zuid-Afrikaans president
- 18 - Hans Vonk, Nederlands dirigent (overleden 2004)
- 19 - Yvonne Brill, Nederlands schrijfster van jeugdliteratuur (overleden 2021)
- 19 - Jos Brink, Nederlands (hoorspel)acteur, cabaretier, musicalster en -producent, columnist, schrijver, predikant, radio- en tv-presentator (overleden 2007)
- 19 - Giacinto Facchetti, Italiaans voetballer (overleden 2006)
- 19 - Ria Jaarsma, Nederlands politica (overleden 2023)
- 19 - Aage Meinesz, Nederlands meesterkraker (overleden 1985)
- 20 - Edoeard Margarov, Sovjet-Armeens voetballer en trainer
- 20 - Brian Wilson, Amerikaans muzikant (overleden 2025)
- 22 - Duce Nacaratti, Braziliaans actrice (overleden 2009)
- 24 - Mick Fleetwood, Brits muzikant
- 24 - Eduardo Frei Ruiz-Tagle, Chileens ingenieur en politicus
- 24 - Egbert Nijstad, Nederlands atleet
- 24 - Liane Winter, Duits atlete
- 25 - Joe Chambers, Amerikaans jazzdrummer
- 25 - Willemijn Fock, Nederlands kunsthistorica (overleden 2021)
- 25 - Willis Reed, Amerikaans basketballer (overleden 2023)
- 26 - Gilberto Gil, Braziliaans zanger en politicus
- 28 - John Lamers, Nederlands zanger (overleden 2023)
- 29 - Bas van der Vlies, Nederlands politicus (overleden 2021)
- 30 - Corrie van Gorp, Nederlands actrice en zangeres (overleden 2020)

### juli
- 1 - Wim T. Schippers, Nederlands schrijver en televisieprogrammamaker
- 2 - Vicente Fox, Mexicaans politicus; president 2000-2006
- 2 - Hein van Nievelt, Nederlands omroeper en presentator (overleden 2022)
- 3 - Kevin Johnson, Australisch singer-songwriter
- 3 - Alexandra Radius, Nederlands balletdanseres
- 9 - Robert L. Morris, Amerikaans psycholoog (overleden 2004)
- 9 - Richard Roundtree, Amerikaans acteur (overleden 2023)
- 10 - Ronnie James Dio, Amerikaans zanger (overleden 2010)
- 10 - Diane Hegarty, Amerikaans sataniste (overleden 2022)
- 10 - Mirjana Marković, Servisch politiek ideologe en echtgenote van Slobodan Milošević (overleden 2019)
- 10 - Sixto Rodriguez, Amerikaans folkmuzikant (overleden 2023)
- 11 - Jean-Pierre Coopman, Belgisch bokser
- 11 - Jean Jourden, Frans wielrenner (overleden 2024)
- 11 - Tomasz Stańko, Pools jazztrompettist en -componist (overleden 2018)
- 12 - Willem Abma, Nederlands schrijver en dichter (overleden 2024)
- 13 - Harrison Ford, Amerikaans acteur
- 14 - Javier Solana, Spaans politicus
- 16 - Margaret Smith-Court, Australisch tennisster
- 17 -  George Bruno ("Zoot") Money, Brits muzikant (overleden 2024)
- 18 - Alexander van België, Belgisch prins (overleden 2009)
- 20 - Roel in 't Veld, Nederlands bestuurskundige en politicus
- 22 - Jan Kristen, Nederlands politicus (PvdA)
- 23 - Madeline Bell, Amerikaans zangeres
- 23 - Fredi (Matti Kalevi Siitonen), Fins acteur, zanger en tv-presentator (overleden 2021)
- 23 - Jan de Hont, Nederlands gitarist
- 23 - Jean-Claude Rudaz, Zwitsers autocoureur
- 24 - Heinz Burt, Brits basgitarist (The Tornados) en zanger (overleden 2000)
- 26 - Hannelore Elsner, Duits actrice (overleden 2019)
- 26 - Teddy Pilette, Belgisch autocoureur
- 27 - Karl Link, Duits wielrenner
- 29 - Tony Sirico, Amerikaans acteur (overleden 2022)
- 31 - Martin van Rooijen, Nederlands politicus
- 31 - Triztán Vindtorn, Noors dichter (overleden 2009)

### augustus
- 1 - Guus Kuijer, Nederlands schrijver
- 2 - Isabel Allende, Chileens-Amerikaans schrijfster
- 2 - Leo Beenhakker, Nederlands voetbaltrainer (overleden 2025)
- 3 - Jan des Bouvrie, Nederlands binnenhuisarchitect (overleden 2020)
- 3 - Hugo Simon, Oostenrijks springruiter
- 4 - Bernard Barsi, Frans aartsbisschop (overleden 2022)
- 4 - David Lange, Nieuw-Zeelands premier (overleden 2005)
- 5 - Rick Huxley, Engels basgitarist (The Dave Clark Five) (overleden 2013)
- 5 - Sergio Ramírez, Nicaraguaans schrijver en politicus
- 6 - Evelyn Hamann, Duits actrice en comédienne (overleden 2007)
- 6 - George Jung, Amerikaans drugshandelaar en smokkelaar (overleden 2021)
- 7 - Jack Gadellaa, Nederlands tv-regisseur en tekstschrijver (overleden 2018)
- 7 - Sigfried Held, Duits voetballer en voetbalcoach
- 7 - Hadriaan van Nes, Nederlands roeier (overleden 2024)
- 7 - B.J. Thomas, Amerikaans zanger (overleden 2021)
- 9 - Frans van Anraat, Nederlands zakenman en crimineel
- 9 - Jack DeJohnette, Amerikaans muzikant en componist
- 10 - Suze Broks, Nederlands danseres en actrice (overleden 2017)
- 10 - Toninho Guerreiro, Braziliaans voetballer (overleden 1990)
- 11 - Delia Domingo-Albert, Filipijns diplomaat en minister
- 13 - Hissène Habré, Tsjadisch dictator (overleden 2021)
- 16 - Marc Moulin, Belgisch muzikant (overleden 2008)
- 18 - Hans van Willigenburg, Nederlands televisiepresentator
- 20 - Isaac Hayes, Amerikaans zanger en producer (overleden 2008)
- 20 - Alison Des Forges, Amerikaans mensenrechtenactiviste (overleden 2009)
- 20 - Bernd Kannenberg, Duits atleet (overleden 2021)
- 22 - Carl Mann, Amerikaans zanger en pianist (overleden 2020)
- 25 - Nathan Deal, Amerikaans republikeins politucus
- 26 - Vic Dana, Amerikaans tapdanser, popzanger en filmacteur
- 26 - Lia Hinten, Nederlands atlete (overleden 2021)
- 27 - Daryl Dragon, Amerikaans popzanger
- 28 - José Eduardo dos Santos, Angolees politicus; president 1979-2017 (overleden 2022)
- 30 - Piet Paternotte, Nederlands voetballer (overleden 2008)
- 31 - Isao Aoki, Japans golfer
- 31 - Alessandro Pesenti-Rossi, Italiaans autocoureur
- 31 - Raymond Ranjeva, Malagassisch rechtsgeleerde, hoogleraar, bestuurder en rechter
- 31 - Errol Schlabach, Amerikaans componist, muziekpedagoog, klarinettist en saxofonist
- 31 - Pedro Solbes, Spaans politicus (overleden 2023)
- 31 - William Tannen, Amerikaans filmregisseur en filmproducent

### september
- 1 - Hans Achterhuis, Nederlands filosoof
- 2 - Frans Dieleman, Nederlands geograaf (overleden 2005)
- 2 - Eric de Kuyper, Belgisch filmregisseur, filmtheoreticus en schrijver
- 4 - Jan-Harm Pol, Nederlands-Amerikaans dierenarts
- 5 - Werner Herzog, Duits filmregisseur, -producent, scenarioschrijver en acteur
- 5 - Norbert Trelle, Duits r.k. bisschop
- 6 - Ferdi Elsas, Nederlandse ontvoerder en moordenaar van Gerrit Jan Heijn (overleden 2009)
- 9 - Ted Herold, Duits schlagerzanger (overleden 2021)
- 11 - Ernesto Herrera, Filipijns vakbondsleider en politicus (overleden 2015)
- 11 - Eddy van Vliet, Belgisch dichter en advocaat (overleden 2002)
- 12 - Lambert Quant, Nederlands burgemeester
- 15 - Lee Dorman, Amerikaans basgitarist (overleden 2012)
- 15 - Emmerson Mnangagwa, Zimbabwaans politicus en president
- 16 - Theo Reitsma, Nederlands sportverslaggever
- 17 - Ron Kroon, Nederlands zwemmer (overleden 2000)
- 18 - Koos van den Berg, Nederlands politicus (SGP) (overleden 2020)
- 18 - Wolfgang Schäuble, Duits politicus en minister (overleden 2023)
- 20 - Marjon Brandsma, Nederlands actrice
- 20 - Robbe De Hert, Belgisch filmregisseur (overleden 2020)
- 22 - Marlena Shaw, Amerikaans zangeres (overleden 2024)
- 24 - Mike Berry, Brits zanger en acteur (overleden 2025)
- 24 - Gerry Marsden, Brits zanger en televisiepersoonlijkheid (overleden 2021)
- 24 - Erik Silvester, Duits schlagerzanger (overleden 2008)
- 25 - Henri Pescarolo, Frans autocoureur
- 27 - Dith Pran, Cambodjaans-Amerikaans fotojournalist en mensenrechtenactivist (overleden 2008)
- 27 - Alvin Stardust, Brits zanger  (overleden 2014)
- 28 - Marshall Bell, Amerikaans acteur
- 28 - Antoine Braet, Nederlands neerlandicus en hoogleraar (overleden 2021)
- 28 - Donna Leon, Amerikaans detectiveschrijfster
- 29 - Felice Gimondi, Italiaans wielrenner (overleden 2019)
- 29 - Pé Hawinkels, Nederlands letterkundige (overleden 1977)

### oktober
- 1 - Jean-Pierre Jabouille, Frans autocoureur (overleden 2023)
- 1 - Günter Wallraff, Duits onderzoeksjournalist en schrijver
- 3 - Alan Rachins, Amerikaans acteur (overleden 2024)
- 4 - Jenny Arean, Nederlands cabaretière en zangeres
- 4 - Irm Hermann, Duits actrice (overleden 2020)
- 5 - Adri Dees, Nederlands politicus en burgemeester (overleden 2021)
- 5 - Sjaak Roggeveen, Nederlands voetballer
- 6 - Britt Ekland, Zweeds actrice
- 6 - Björn Nordqvist, Zweeds voetballer
- 12 - Melvin Franklin, Amerikaans zanger (overleden 1995)
- 13 - Suzzanna, Indonesisch actrice (overleden 2008)
- 14 - Péter Nádas, Hongaars schrijver
- 14 - Alice Reyes, Filipijns danseres en choreografe
- 19 - Jim Rogers, Amerikaans econoom en schrijver
- 20 - Christiane Nüsslein-Volhard, Duits biologe en Nobelprijswinnares
- 20 - Bart Zoet, Nederlands wielrenner (overleden 1992)
- 21 - Orlando Aravena, Chileens voetballer en voetbaltrainer (overleden 2024)
- 22 - Abdelkader Fréha, Algerijns voetballer (overleden 2012)
- 23 - Anita Roddick, Engels ondernemer (overleden 2007)
- 23 - Michael Crichton, Amerikaans schrijver (overleden 2008)
- 24 - Rolf Blättler, Zwitsers voetballer en voetbaltrainer (overleden 2024)
- 26 - Bob Hoskins, Engels acteur (overleden 2014)
- 26 - Milton Nascimento, Braziliaans singer-songwriter
- 27 - Philip Catherine, Belgisch jazzgitarist
- 27 - Lee Greenwood, Amerikaans countryzanger
- 27 - Janusz Korwin-Mikke, Pools politicus
- 28 - Kees Verkerk, Nederlands schaatser
- 29 - Jan Pieterse, Nederlands wielrenner
- 29 - Bob Ross, Amerikaans schilder (overleden 1995)
- 30 - Rolf Bak, Nederlands mariene bioloog (overleden 2024)
- 30 - Max Niematz, Nederlands dichter en prozaschrijver (overleden 2024)
- 30 - Aad van Toor, Nederlandse acrobaat, acteur, zanger, regisseur, tekstschrijver, filmmonteur en televisiepresentator
- 31 - Daniel Roth, Frans componist, organist en muziekpedagoog

### november
- 1 - Larry Flynt, Amerikaans tijdschriftuitgever en politicus (overleden 2021)
- 1 - Ralph Klein, Canadees politicus (overleden 2013)
- 2 - Shere Hite, Amerikaans-Duits seksvoorlichtster en feministe (overleden 2020)
- 3 - Wolfram Schneider, Duits beeldhouwer en graficus (overleden 2022)
- 4 - Patricia Bath, Amerikaans oogheelkundige en uitvinder (overleden 2019)
- 5 - Maria Lindes, Nederlands hoorspelactrice en stemregisseuse
- 6 - Gretta Duisenberg, Nederlands politiek activiste
- 6 - Benno Torrenga, Nederlands musicus en schrijver
- 7 - Johnny Rivers, Amerikaans zanger en gitarist
- 9 - Tom Weiskopf, Amerikaans golfer (overleden 2022)
- 12 - Ad Geelhoed, Nederlands ambtenaar en jurist (overleden 2007)
- 14 - Indira Goswami, Assamees schrijfster (overleden 2011)
- 15 - Daniel Barenboim, Israëlisch pianist en dirigent
- 17 - Derek Clayton, Australisch atleet
- 17 - Kaing Guek Eav, Cambodjaans gevangenisdirecteur en schender van mensenrechten (overleden 2020)
- 17 - Bo Holmberg, Zweeds politicus (overleden 2010)
- 17 - Hans Jansen, Nederlands arabist en politicus (overleden 2015)
- 17 - Annemarie Oster, Nederlands actrice, schrijfster en columniste
- 17 - Martin Scorsese, Amerikaans regisseur
- 18 - Linda Evans, Amerikaans actrice
- 19 - Calvin Klein, Amerikaans modeontwerper
- 20 - Joe Biden, Amerikaans politicus
- 20 - Bob Einstein, Amerikaans acteur en scenarioschrijver (overleden 2019)
- 20 - Ferjan Ormeling, Nederlands cartograaf (overleden 2025)
- 21 - Kees van Lede, Nederlands ondernemer en werkgeversvoorzitter (overleden 2020)
- 24 - Billy Connolly, Schots muzikant, acteur, presentator en komiek
- 24 - Craig Thomas, Welsh thrillerauteur (overleden 2011)
- 24 - Freddie Webb, Filipijns basketballer en senator
- 25 - Bob Lind, Amerikaans singer-songwriter
- 25 - Töres Theorell, Zweeds arts en hoogleraar
- 27 - Jimi Hendrix, Amerikaans muzikant (overleden 1970)
- 27 - Vlastimil Jansa, Tsjechisch schaker
- 27 - Charles Pahlad, Surinaams musicus, ondernemer en politicus (overleden 2024)
- 27 - Ruurd Reitsma, Nederlands generaal (overleden 2016)
- 27 - Néstor Togneri, Argentijns voetballer (overleden 1999)
- 28 - Manolo Blahnik, Spaans modeontwerper
- 28 - Bo Johansson, Zweeds voetballer en voetbaltrainer
- 29 - Kunio Lemari, Marshalleilands politicus (overleden 2008)
- 29 - Gene Okerlund, Amerikaans sportjournalist en presentator (overleden 2019)
- 29 - Han Woerdman, Nederlands natuurlundige (overleden 2020)

### december
- 2 - Frans Wiertz, Nederlands bisschop
- 3 - Pedro Rocha, Uruguayaans voetballer en trainer (overleden 2013)
- 3 - Alice Schwarzer, Duits feministe
- 4 - Roel Van Bambost, Belgisch zanger en filmcriticus
- 5 - Hezahiah Nyamau, Keniaans atleet
- 6 - Peter Handke, Oostenrijks schrijver en Nobelprijswinnaar
- 6 - Herbjørg Wassmo, Noors schrijfster
- 9 - Marcos Conigliaro, Argentijns voetballer
- 11 - Didier Comès, Belgisch striptekenaar (overleden 2013)
- 12 - John Casablancas, Amerikaans ondernemer (overleden 2013)
- 12 - Fatma Girik, Turks actrice en politica (overleden 2022)
- 14 - Juan Diego, Spaans acteur (overleden 2022)
- 14 - Benny Lennartsson, Zweeds voetballer en voetbalcoach
- 14 - Dick Wagner, Amerikaans gitarist en songwriter (overleden 2014)
- 15 - Dave Clark, Engels drummer en leider van de popgroep The Dave Clark Five
- 15 - Mike Summerbee, Engels voetballer
- 16 - Kries Mahadewsing, Surinaams minister (overleden 2013)
- 18 - Salvador Escudero III, Filipijns politicus (overleden 2012)
- 19 - Piet Doedens, Nederlands advocaat (overleden 2022)
- 20 - Hans Duistermaat, Nederlands wiskundige (overleden 2010)
- 20 - Ellen Edinoff, Amerikaans-Nederlands danseres (overleden 2013)
- 20 - Bob Hayes, Amerikaans atleet en Americanfootballspeler (overleden 2002)
- 21 - Reinhard Mey, Duits zanger
- 21 - Derek Parfit, Brits filosoof (overleden 2017)
- 21 - Carla Thomas, Amerikaans soulzangeres
- 22 - Antonio Martino, Italiaans politicus (overleden 2022)
- 23 - John Benson, Schots voetballer en voetbalcoach (overleden 2010)
- 23 - Quentin Bryce, Australisch politica
- 26 - Rob de Nijs, Nederlands zanger (overleden 2025)
- 27 - Rudy Bennett, Nederlands zanger
- 27 - Charmian Carr, Amerikaans actrice (overleden 2016)
- 27 - Thomas Menino, Amerikaans burgemeester  (overleden 2014)
- 28 - Timbul Suhardi, Indonesisch acteur (overleden 2009)
- 28 - Roger Swerts, Belgisch wielrenner
- 29 - Óscar Andrés Rodríguez Maradiaga, Hondurees kardinaal
- 30 - Georges Monard, Belgisch politicus en ambtenaar
- 30 - Fred Ward, Amerikaans acteur (overleden 2022)
- 31 - Andy Summers, Engels muzikant

### datum onbekend
- Hugo Bousset, Belgisch hoogleraar en tijdschriftredacteur
- Emma Crebolder, Nederlands dichteres
- Dan Greer, Amerikaans zanger en songwriter
- Andrew Morgan, Engels regisseur
- Paul Peters, Nederlands burgemeester
- Hussain al-Shahristani, Irakees atoomgeleerde en minister
- Aminata Traoré, Malinees schrijfster en politica
- Nico Tydeman, Nederlands zenleraar
- Ernest Wamba dia Wamba, Congolees hoogleraar politieke filosofie, rebellenleider en politicus

## Weerextremen in België
- 22 januari: Minimumtemperatuur tot −17,9 °C in Ukkel.
- 27 januari: Minimumtemperatuur tot −23,2 °C in Gerdingen (Bree) en −24,3 °C in Wardin (Bastogne).
- winter: Een van de strengste van de eeuw: rivieren en kanalen vriezen toe.
- 28 februari: Elke dag vorst in Ukkel (zoals in 1956). 17 sneeuwdagen. Maximale dikte van de sneeuwlaag tot 1 meter op het plateau van de Hoge Venen.
- 4 maart: Tussen 17 januari en 4 maart 47 opeenvolgende vorstdagen in Ukkel.
- 14 maart: Op de Baraque Michel (Jalhay) blijft de vorstperiode die begon op 26 december 1941 voortduren tot 14 maart 1942.
- 15 maart: Van 6 januari tot 15 maart – gedurende 69 dagen na elkaar – sneeuw op de bodem in Ukkel (eventueel onder de vorm van sporen). Dat is na de winter 1962/1963 het tweede langst.
- 10 juli: 74,5 mm neerslag in 24 uur in Ukkel.
- juli: Juli met hoogste neerslagtotaal: een neerslagtotaal met 196,5 mm (normaal 74,3 mm).
- 3 augustus: 207,3 mm neerslag in 30 dagen – van 5 juli tot 3 augustus – valt er in Ukkel (waarde overschreden in juni/juli 1980).

Bron: KMI Gegevens Ukkel 1901-2003  met aanvullingen 